# Kevin Großkreutz
Kevin Großkreutz (* 19. Juli 1988 in Dortmund) ist ein ehemaliger deutscher Profi-Fußballspieler, der zurzeit als Amateur – ab der Saison 2023/24 beim SV Wacker Obercastrop – aktiv ist.
Mit Borussia Dortmund gewann er zwei Meisterschaften und einmal den DFB-Pokal, mit der deutschen Nationalmannschaft wurde er 2014 in Brasilien Weltmeister.

## Jugend
Großkreutz wuchs im Dortmunder Stadtteil Eving auf. Er war mit dem Verein Borussia Dortmund stets stark verbunden; mit sieben Jahren besaß er seine erste Dauerkarte.
Bereits mit vier Jahren begann Großkreutz beim VfL Kemminghausen mit dem Fußball. Danach spielte er bei DJK Rot-Weiß Obereving, FC Merkur 07 Dortmund und schließlich bei der Borussia. Im Jahr 2002 musste er den Klub allerdings wieder verlassen, weil er als zu schmächtig eingestuft wurde. Großkreutz wechselte deshalb zu Rot Weiss Ahlen und schaffte dort den Sprung aus der Jugend in die erste Mannschaft.

## Karriere als Spieler

### Vereine

#### Rot Weiss Ahlen
Bei Rot Weiss Ahlen spielte er ab 2006 als Stammspieler in der Regionalliga Nord. 2008 stieg die Mannschaft wie auch Mitspieler Marco Reus in die 2. Bundesliga auf, in der der Offensivspieler mit zwölf Toren zweiterfolgreichster Torschütze seiner Mannschaft war und vom Kicker-Sportmagazin in die Elf des Jahres gewählt wurde.

#### Borussia Dortmund

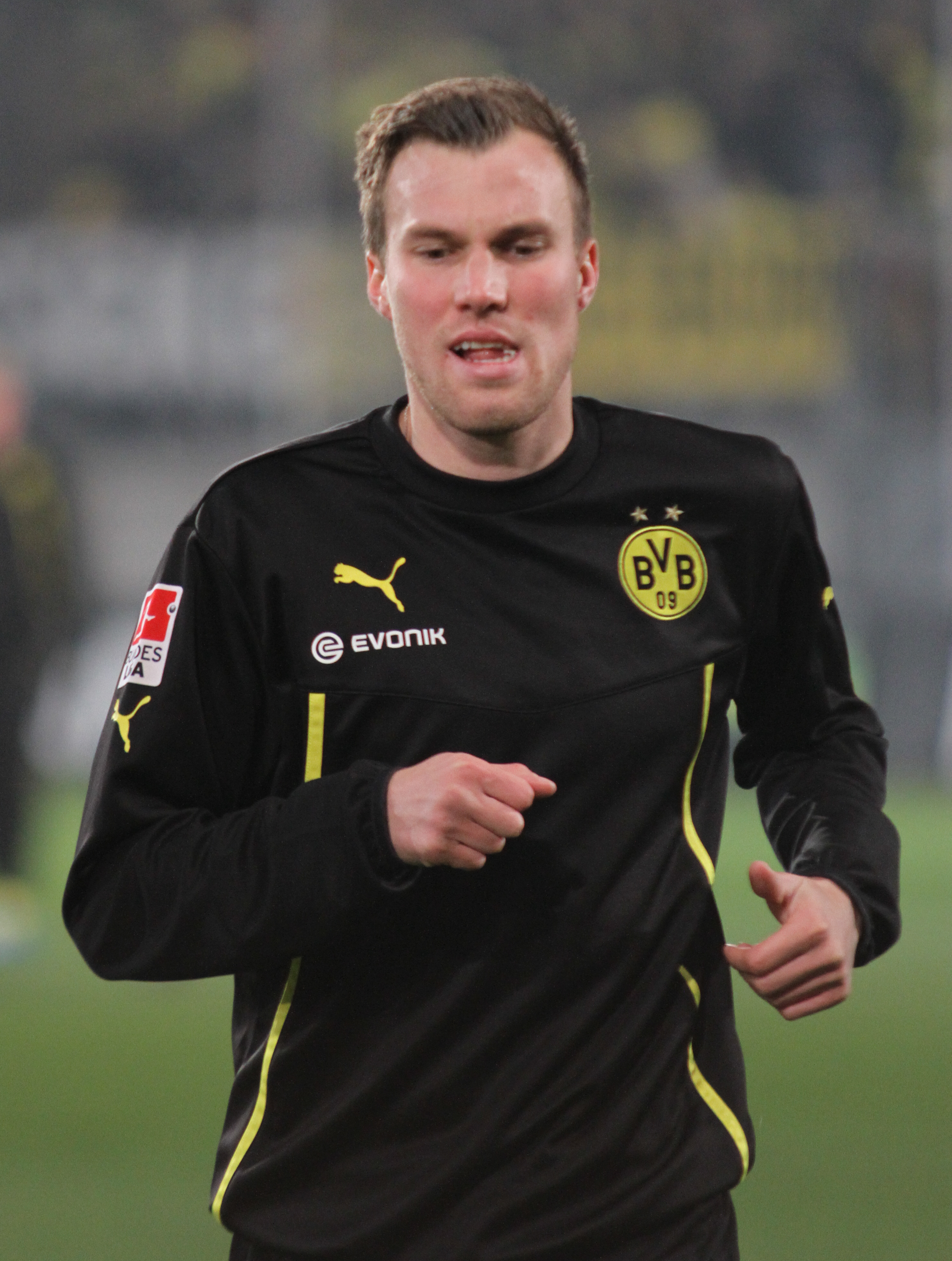
Kevin Großkreutz im Training bei Borussia Dortmund

Am 24. Januar 2009 unterzeichnete Großkreutz einen Dreijahresvertrag bei Borussia Dortmund, dessen Laufzeit zur Saison 2009/10 begann und später bis 30. Juni 2016 verlängert wurde. Sein erstes Bundesligaspiel absolvierte er am ersten Spieltag der Saison 2009/10. In seiner ersten Bundesligasaison etablierte er sich als Stammspieler; am 5. Dezember 2009 erzielte er im Spiel gegen den 1. FC Nürnberg sein erstes Bundesligator.
Bei Borussia Dortmund spielte Großkreutz überwiegend auf einer der offensiven Flügelpositionen, wurde aber auch als Außenverteidiger eingesetzt. Aufgrund seiner Flexibilität wurde er gerne als „Allrounder“ bezeichnet. In Dortmund spielte er auf sieben verschiedenen Positionen. Dazu zählte auch ein Einsatz als Torwart am 34. Spieltag der Saison 2012/13 im Spiel gegen die TSG 1899 Hoffenheim: Nachdem Torwart Roman Weidenfeller nach einer Notbremse in der 81. Minute mit der roten Karte vom Platz gestellt worden war und weil Borussia Dortmund keine Wechselmöglichkeit mehr besaß, übernahm Großkreutz die Torwartposition. Den anschließenden Elfmeter konnte er nicht halten.
Am 11. Dezember 2013 erzielte Großkreutz für den BVB kurz vor Schluss den 2:1-Siegtreffer bei Olympique Marseille; die Borussia zog damit ins Achtelfinale der Champions League ein. Im Viertelfinale schied die Mannschaft trotz eines 2:0-Sieges aufgrund des 0:3 im Hinspiel gegen Real Madrid aus.
Wegen verschiedener Verletzungen war Großkreutz fast in der gesamten ersten Jahreshälfte 2015 nicht einsatzfähig. Unter dem neuen Trainer Thomas Tuchel, der die Mannschaft ab dem 1. Juli 2015 übernommen hatte, fand er keine Berücksichtigung mehr und wurde nur noch in der 2. Mannschaft des BVB eingesetzt.
Mit der Borussia gewann er 2011 die deutsche Fußballmeisterschaft und 2012 das Double aus Meisterschaft und DFB-Pokal. In der Bundesliga lief er 176-mal für den BVB auf.

#### Galatasaray Istanbul
Zum 31. August 2015 einigten sich Großkreutz, Borussia Dortmund und Galatasaray Istanbul auf einen Vereinswechsel. Wegen eines Formfehlers – Galatasaray hatte innerhalb der Wechselperiode unvollständige Unterlagen bei der FIFA registriert – erteilte die FIFA ihm keine Spielberechtigung für den neuen Verein. Die Vereine verständigten sich darauf, den Wechsel dennoch zu vollziehen. Großkreutz hatte damit einen gültigen Vertrag bei Galatasaray, durfte jedoch bis zum Beginn der nächsten Wechselperiode am 1. Januar 2016 nicht in Pflichtspielen des Vereins eingesetzt werden. Galatasaray zahlte eine Ablösesumme von 1,5 Mio. Euro.
Im Dezember 2015 wurde bekannt, dass Großkreutz wieder nach Deutschland zurückkehren wollte, um nicht mehr länger zwischen der Türkei und seiner Familie in Deutschland pendeln zu müssen. Ohne einen Einsatz für Galatasaray wechselte er im Januar 2016 zurück in die Bundesliga.

#### VfB Stuttgart
Am 6. Januar 2016 wechselte Großkreutz für rund 2,2 Mio. Euro zum deutschen Bundesligisten VfB Stuttgart. Sein Pflichtspiel- und Ligadebüt für den VfB absolvierte er am 23. Januar 2016, dem 18. Spieltag, beim 3:1-Auswärtssieg gegen den 1. FC Köln. Zum Saisonende stieg Großkreutz mit seinem Verein in die zweite Bundesliga ab.
Am 2. März 2017 wurde der Vertrag zwischen Großkreutz und dem VfB Stuttgart aufgelöst. Grund dafür waren ein nächtlicher Ausflug wenige Tage zuvor mit minderjährigen Mannschaftskameraden in die Stuttgarter Innenstadt und eine anschließende gewalttätige Auseinandersetzung. In der Folge hielt sich Großkreutz bei der Regionalligamannschaft des BVB fit.

#### SV Darmstadt 98
Zur Saison 2017/18 unterschrieb Großkreutz einen Zweijahresvertrag beim SV Darmstadt 98. Am 29. Juli 2017 gab er beim 1:0-Heimsieg gegen die SpVgg Greuther Fürth sein Debüt für die Südhessen. Er absolvierte 27 Spiele in der 2. Bundesliga, erzielte drei Tore und beendete die Saison 2017/18 mit der Mannschaft als Zehnter.

#### KFC Uerdingen
Zur Saison 2018/19 wechselte Großkreutz für 350.000 Euro in die 3. Liga zum KFC Uerdingen und unterschrieb beim Aufsteiger einen Vertrag mit einer Laufzeit bis zum 30. Juni 2021. In seiner ersten Saison war er auf der rechten defensiven Außenbahn gesetzt und verpasste lediglich vier Ligaspiele aufgrund von Gelbsperren und kleineren Verletzungen. Allerdings wies der KFC nach Saisonabschluss gemeinsam mit dem Absteiger Aalen die zweitmeisten Gegentore der Liga auf. In der folgenden Spielzeit verlor Großkreutz seinen Stammplatz an Alexander Bittroff sowie später an Boubacar Barry und kam auf lediglich 15 Pflichtspiele, wozu auch eine Tätlichkeit gegenüber einem Gegenspieler beitrug, die ihm eine Sperre für vier Ligapartien eintrug. Des Weiteren litt Großkreutz an muskulären Problemen sowie einer Hüftverletzung. Sein Vertrag wurde Anfang Oktober 2020 fristlos gekündigt. Anschließend erstritt Großkreuz vor Gericht ausstehende Gehaltszahlungen ein. Dabei wurde bekannt, dass er in Uerdingen mit 51.000 € monatlich ein Vielfaches des durchschnittlichen Gehalts eines Drittligaprofis erhalten hatte.
Im Januar 2021 beendete Großkreutz seine Karriere als Profi, gab aber an, im Amateurbereich weiter aktiv bleiben zu wollen.

#### Amateur beim TuS Bövinghausen und bei Wacker Obercastrop
Ende Januar 2021 erhielt Großkreutz eine Spielberechtigung beim Westfalenligisten TuS Bövinghausen, einem Dortmunder Stadtteilverein. Sein Vertrag war ab dem 1. Februar gültig und lief bis zum 30. Juni 2023. In seiner ersten Spielzeit stand er in allen Ligaspielen auf dem Feld, steuerte sieben Tore bei und stieg mit dem Team als Meister der Staffel 1 in die fünftklassige Oberliga Westfalen auf.
Dort stand er in 20 Oberligaspielen für Bövinghausen auf dem Feld, zweimal auch als Kapitän. Nach dem 26. Spieltag wurde er für keinen Spieltagskader mehr nominiert und verließ den Verein Anfang Mai aus beruflichen wie auch familiären Gründen vor Abschluss der Saison. Im Frühjahr 2023 gab der zu diesem Zeitpunkt in der Westfalenliga spielende SV Wacker Obercastrop die Verpflichtung des Verteidigers zur Spielzeit 2023/24 bekannt. Der Vertrag wurde um ein Jahr für die Saison 2024/25 verlängert.

### Nationalmannschaften

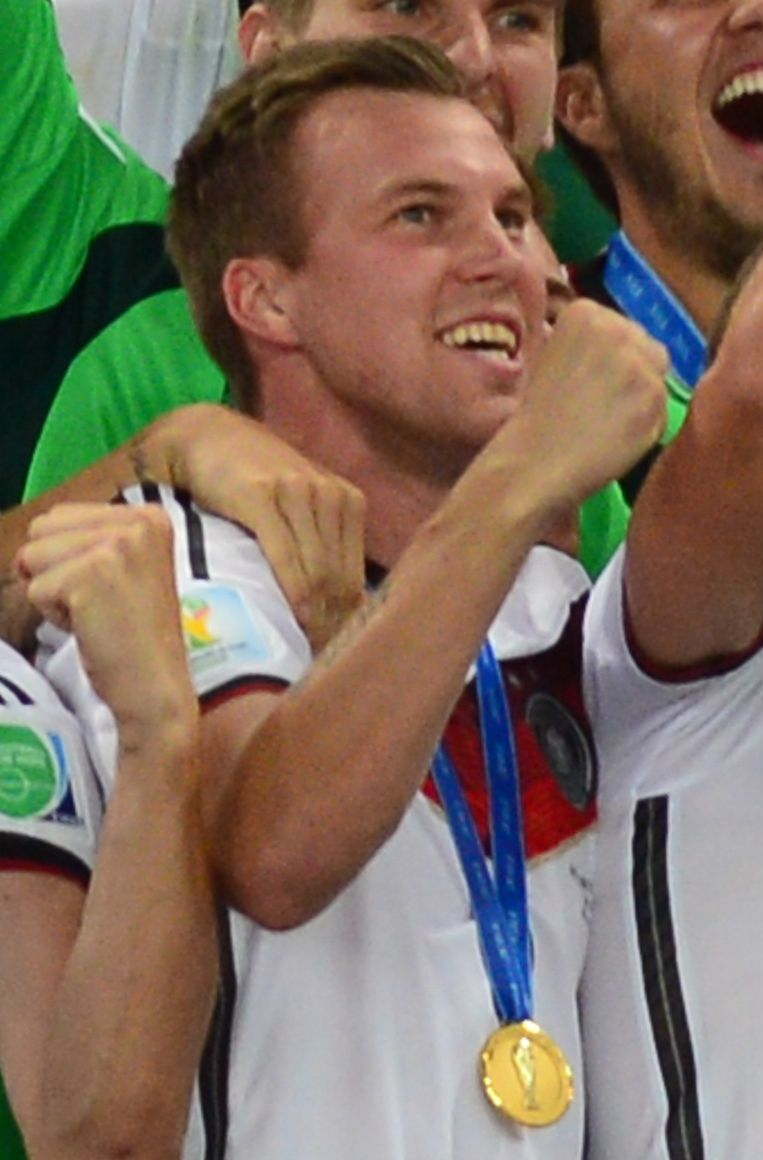
Großkreutz bei der Siegerehrung der WM 2014

Großkreutz wurde am 5. August 2010 für das Spiel der deutschen U21-Nationalmannschaft gegen Island am 11. August 2010 nominiert. In diesem Spiel stand er in der Startelf und erzielte das Tor zum 1:1 (Endstand 1:4).
Bereits zuvor, am 13. Mai 2010, hatte er sein Debüt in der A-Nationalmannschaft im Länderspiel gegen Malta auf dem Tivoli in Aachen gegeben. Er wurde in der 57. Minute eingewechselt und leitete mit seinen ersten Ballkontakten das Tor zum 2:0 ein; die deutsche Elf siegte mit einem 3:0 (1:0).
Nach insgesamt drei Spielen im Nationaltrikot in den Jahren 2010 und 2011, bei denen er einmal in der Startaufstellung stand, fand Großkreutz zunächst keine weitere Berücksichtigung in der Nationalmannschaft. Erst für die Länderspielreise im Juni 2013 in die USA wurde er – als einziger Dortmunder nach dem absolvierten Champions-League-Finale – wieder nominiert, musste die Einladung jedoch verletzungsbedingt absagen. Am 5. März 2014 wurde er beim 1:0 gegen Chile erstmals seit drei Jahren wieder aufgeboten. Dabei profitierte Großkreutz davon, dass Abwehrspieler Philipp Lahm den verletzten Sami Khedira im defensiven Mittelfeld ersetzte, und so kam er für Lahm als Rechtsverteidiger zum Einsatz.
Am 2. Juni 2014 wurde er von Bundestrainer Joachim Löw in den Kader der deutschen A-Nationalmannschaft für die Weltmeisterschaft in Brasilien aufgenommen, die anschließend den Titel gewann. Ebenso wie Matthias Ginter und Erik Durm blieb er als Feldspieler ohne Einsatz.
Nach der WM 2014 wurde er noch zweimal nominiert: Zum einen für das Freundschaftsspiel gegen Argentinien am 3. September 2014, bei dem er auch sein letztes Länderspiel absolvierte, und schließlich für das EM-Qualifikationsspiel gegen Schottland am 7. September 2014, bei dem er ohne Einsatz blieb. Für die nachfolgenden Länderspiele im Oktober 2014 wurde Großkreutz als einziger einsatzbereiter Weltmeister nicht nominiert,  begründet wurde dies mit der hohen Belastung im Verein. Auch im Jahre 2015 fand Großkreutz keine Berücksichtigung für das Nationalteam.
Im Januar 2016 gab Bundestrainer Löw bekannt, dass Großkreutz nicht für die Europameisterschaft im selben Jahr in Frankreich nominiert werde. Als Begründung gab Löw neben der mangelnden Spielpraxis an, dass Großkreutz während seiner Zeit in Istanbul an fast jedem Wochenende nach Deutschland gereist sei und damit keinerlei Integrationswillen gezeigt habe.

## Karriere als Trainer
Im Oktober 2018 gab Großkreutz bekannt, dem Landesligisten VfL Kemminghausen aus dem gleichnamigen Dortmunder Stadtteil als noch aktiver Spieler des KFC Uerdingen „in beratender Tätigkeit“ als Co-Trainer zur Verfügung zu stehen. Ein Jahr später verließen Cheftrainer Reza Hassani und sein Assistent Großkreutz den mittlerweile in die Bezirksliga abgestiegenen Verein und übernahmen den dortigen Konkurrenten Türkspor Dortmund, der unter ihnen im Frühjahr 2020 von der Bezirkslikga in die Landesliga Westfalen aufstieg.
Nachdem Großkreutz Ende Januar 2021 als Vertragsamateur zum TuS Bövinghausen gewechselt war und dieser sich im Herbst 2022 von Trainer Sebastian Tyrała getrennt hatte, folgte auf diesen Sven Thormann im Amt. Als nach wie vor aktiver Spieler übernahm Großkreutz fortan auch Aufgaben als Assistenztrainer. Anfang April 2023 trennte sich der Verein von Thormann, und auch Großkreutz war nun nicht mehr Teil des Trainerteams. Vorausgegangen war eine Sieglosserie von fünf Partien sowie auf Seiten des Spielertrainers Großkreutz eine Beleidigung, die beim 3:7 gegen die SG Finnentrop/Bamenohl in einem Platzverweis mündete.
Auch bei seinem neuen Verein SV Wacker Obercastrop rückte Großkreutz im Oktober 2024 als Assistent in den Trainerstab auf und wurde nach dem Rücktritt des bisherigen Trainers Anfang Mai 2025 sogar zum Spielertrainer.

## Titel
Nationalmannschaft
- Weltmeister: 2014 (ohne Einsatz)

Vereine
- Deutscher Meister (2): 2011, 2012 (beide Borussia Dortmund)
- Deutscher Pokalsieger: 2012 (Borussia Dortmund)
- Deutscher Supercupsieger: 2013 (Borussia Dortmund)
- Meister der Regionalliga Nord und Aufstieg in die 2. Bundesliga: 2008 (Rot Weiss Ahlen)
- Niederrheinpokalsieger: 2019 (KFC Uerdingen 05)
- Krombacher Kreispokalsieger Kreis Herne: 2025 (SV Wacker Obercastrop)

## Privates
Kevin Großkreutz hat einen jüngeren Bruder. Sein Cousin Marcel Großkreutz spielt ebenfalls Fußball. Kevin Großkreutz heiratete 2019 und hat mit seiner Frau eine 2016 geborene Tochter und einen 2019 geborenen Sohn. Vier Jahre später erfolgte die Trennung.
Großkreutz trägt eine Tätowierung mit der Aufschrift „Little Brother Lenny“ auf dem Unterarm. Außerdem trägt er aus Liebe zu seiner Heimatstadt die Skyline Dortmunds auf seiner rechten Wade, darunter Namen und Wappen der Stadt. Des Weiteren trägt er auf der linken Schulter Tätowierungen aller Titel, die er in seiner Karriere gewonnen hat. Sein Spitzname lautet Fisch.
Seit Januar 2013 ist Großkreutz ehrenamtlicher Botschafter der Solidarfonds-Stiftung NRW. Er löste in dieser Funktion den damals erkrankten und 2019 verstorbenen Rudi Assauer ab.

## Kontroversen
Der britische Guardian führte Großkreutz Ende 2014 in seiner Liste der zehn unfairsten Sport-Persönlichkeiten des Jahres auf. Grund dafür waren ein Vorfall nach dem Endspiel um den DFB-Pokal 2013/14 im Mai 2014, als Großkreutz in einem Berliner Hotel in betrunkenem Zustand in der Lobby uriniert haben soll, sowie ein Vorfall in Köln, bei dem ihn ein Fan beschuldigte, ihn mit einem Döner beworfen zu haben. Für sein Verhalten nach dem Pokalendspiel entschuldigte Großkreutz sich öffentlich; sein Verein Borussia Dortmund verhängte eine Geldstrafe von 50.000 Euro, die bis dahin höchste in der Vereinsgeschichte.
Großkreutz machte auf dem sozialen Netzwerk Instagram häufiger abfällige Bemerkungen über Vereine wie RB Leipzig. So behauptete er 2016 ironisch, er habe bei dem Verein unterschrieben, was ihm Kritik des damaligen Sportdirektors des VfB Stuttgart, Jan Schindelmeiser, einbrachte. Anfang Januar 2017 kündigte er über diesen Account ebenfalls an, sich bei einem Aufstieg seines Vereins nackt zu präsentieren.

## Sonstiges
Im Mai 2022 nahm Großkreutz an der 3. Folge der 9. Staffel von Das Duell um die Welt – Team Joko gegen Team Klaas teil.
Im Januar 2023 nahm Großkreutz an der Promi-Darts-WM teil und belegte an der Seite von Michael van Gerwen den ersten Platz.
Ende April 2024 gewann er beim Wettbewerb Balance Boost Days und erhielt von Veranstalterin Cathy Hummels den Preis Balance Booster 2024.
Seit 2022 veröffentlicht Großkreutz zusammen mit dem Fußball-TV-Kommentator Corni Küpper den freitäglichen Podcast Viertelstunde Fußball, der BVB-zentriert ist, wo jedoch auch allgemeine Fußballthemen besprochen werden.